# Narathura kempi
Narathura kempi är en fjärilsart som beskrevs av John Nevill Eliot 1959. Narathura kempi ingår i släktet Narathura och familjen juvelvingar. Inga underarter finns listade i Catalogue of Life.